# هلفيلة لبدية
هلفيلة لبدية (الاسم العلمي: Helvella tomentosa) هي نوع من الفطريات يتبع جنس الهلفيلة من الفصيلة الهلفيلية.